# 石井雙石
石井 雙石（いしい そうせき、 明治6年（1873年）4月1日 - 昭和46年（1971年）10月29日）は、昭和期の日本の篆刻家・書家である。
幼名は石松、長じて碩と改名。雙石を号とした。千葉県山辺郡 (千葉県)四天木村（現・大網白里市四天木）の生まれ。

## 略歴
四天木村の石井太郎兵衛の三男として誕生。石井家は九十九里浜の大網元・斉藤巻石（四郎右衛門）とは縁戚にあたり、石松少年は度々斎藤家を訪れ、収蔵された書画・美術品に触れることができた。この頃から細かいことが大好きで小刀を持ち歩いては様々な物に彫りつけたという。四天木学校に四年間通うと儒家島田順堂に素読を習い漢学の基礎を身につけた。14歳には父の務めている役場で書記見習いとして帳簿や土地台帳の整理を行っている。
16歳で上京し、22歳で陸軍に入隊。明治27年（1894年）、日清戦争では台湾の守備隊として従軍。翌年には陸軍教導団に志願入隊している。次の日露戦争にも従軍。明治39年（1906年）、近衛連隊准尉のときに日本新聞主催の篆刻作品展に応募し二席になったことを契機に本格的に篆刻を学ぶことを決意。34歳にして篆刻界の名家五世浜村蔵六に入門する。しかし2年後、この師がチフスで病没してしまったため、河井荃廬に指導を仰いだ。ふたりの師はともに革新派と呼ばれる新しい印風を志す篆刻家であった。
明治44年（1911年）、長思印会を梨岡素岳・太田夢庵らと結成し、篆刻専門誌「雕蟲」を創刊。昭和18年（1943年）に休刊するまでの33年間、毎月発刊し延べ341集を数え、篆刻の研究・普及に努めた。明治44年（1911年）、退役後軍属として札幌に移住。
除隊後の大正12年（1923年）、東京原宿に「不二山房」を構え、後進の指導をしながら篆刻家として製作に励む。この頃になっても岩渓裳川に漢文・川合孝太郎に説文・日下部鳴鶴に書をそれぞれ学んで切磋琢磨している。昭和6年（1931年）、東京書道会の設立に参画。昭和20年（1945年）、東京大空襲のため故郷の四天木に疎開。戦後、東京堀切に居住し日展に参画し、審査委員・参事・評議委員を歴任。その優れた業績を認められ、昭和38年（1963年）に紫綬褒章、昭和40年（1965年）に勲四等旭日小綬章が授与される。
雙石は優れた篆刻の技が次第に広まり、東京大学印・文部省印・最高裁判所印・警視庁印・明治神宮朱印・千葉県知事印など官公庁の重要な仕事が次々に依頼された。また棟方志功、石井柏亭など著名な作家の印も任された。書家としても国会図書館の門扉に掲げられる刻字を書いている。
最晩年に埼玉県東松山市に移住し、99歳の生涯を閉じた。

## 代表作
- 「一笑百印」昭和22年
- 「東京大学」・「東京大学総長」昭和22年

## 著作
- 『篆刻指南』
- 『雙石脱印』